# لويس الأول ملك إسبانيا
لويس الأول (بالإسبانية: Luis I de España)‏ (لويس فيليبي، 25 أغسطس 1707 - 31 أغسطس 1724) كان ملك إسبانيا من 15 يناير 1724 حتى وفاته في أغسطس من العام نفسه، حكمه واحد من أقصر الحكم في التاريخ، واستمر لأكثر من سبعة أشهر.